# Гундобад
Гундобад (на латински: Gundobad; Gundebald; † 516) e генерал и patricius на Западната Римска империя. След смъртта на чичо му Хилперих I той става крал на Бургундия (480 – 516).

## Произход и управление
Гундобад е арианин и най-възрастният син на краля на Бургундия Гундиох и Каретена, католичка от франките.
През 472 г. Гундобад е извикан от чичо си генерал Рицимер в Италия. След смъртта на Рицимер (18 август 472 г.) император Олибрий поставя Гундобад на неговото място като magister militum. Такъв е до март 473 г. Когато новият император Юлий Непот пристига в Рим със силната си войска, Гундобад си отива по неизвестни причини обратно в Бургундия.
След смъртта на чичо му Хилперих I († 480) Гундобад управлява като крал Бургундия заедно с братята си Годегизел, Хилперих II и Годомар I, понеже по бургундско право всички синове са наследници. Резиденцията на Гундобад е в Лион. Братята му умират през 486 и 493 г. и Гундобад става единственият крал на Бургундия.
През 490 г. той напада Лигурия. Малко преди 500 г. издава по римски образец законовата сбирка Lex Burgundionum.
Около 500 г. Гундобад жени сина си Зигизмунд за Ариагна Острогота, дъщерята на Теодорих Велики. Отменя закона за наследството на трона от всички синове и синът му Зигизмунд го наследява.
Гундобад умира доста стар през 516 г.